# Sabine Felgenhauer-Schmiedt
Sabine Felgenhauer-Schmiedt (* 17. November 1943 in Villach) ist eine österreichische Mittelalterarchäologin.

## Leben
Sie besuchte die Volksschule in Hermagor, sodann das Gymnasium in Villach, Graz und ab 1955 in Bonn-Bad Godesberg. Nach dem Abitur 1962 am Heinrich-Hertz-Gymnasium in Bonn-Bad Godesberg studierte sie von 1962 bis 1968 Ur- und Frühgeschichte im Hauptfach sowie mittelalterliche Geschichte im Nebenfach in Bonn und Wien. 1968 wurde sie mit einer Dissertation über Das Fundmaterial des Hausbergs zu Gaiselberg, NÖ promoviert. 1969 heiratete sie den Prähistoriker Fritz Felgenhauer. Seit 1979 hat sie einen Lehrauftrag für archäologische Realienkunde des Mittelalters. Nach der Habilitation 1989 für Mittelalterarchäologie mit besonderer Berücksichtigung der Realienkunde an der Universität Wien wurde ihr 1997 der Berufstitel außerordentliche Universitätsprofessorin verliehen.

## Schriften (Auswahl)
- Die Sachkultur des Mittelalters im Lichte der archäologischen Funde. Frankfurt am Main 1995, ISBN 3-631-47805-4.
- mit Kurt Bors: Das Gräberfeld Kapfenstein in der Steiermark. (Grabungen 1954–1959). Raabs 2000, OCLC 50207329.
- Hard. Ein Wüstungskomplex bei Thaya im niederösterreichischen Waldviertel. St. Pölten 2008, ISBN 978-3-901635-13-7.
- Sand-Oberpfaffendorf. Eine Burganlage des 10. Jahrhunderts bei Raabs an der Thaya, Niederösterreich. St. Pölten 2019, ISBN 978-3-903150-54-6.